# Conferència Internacional sobre Infants Africans
La Conferència Internacional sobre Infants Africans fou una conferència internacional feta a Ginebra el juny de 1931. Va ser organitzada per Save the Children International Union amb l'objectiu d'universalitzar la Declaració dels Drets del Nen.
El 1924 la Lliga de les Nacions adoptà la Declaració dels Drets del Net, de la qual l'esborrany va ser escrit per la Unió el 1923. La Conferència es va centrar en les condicions que vivien els nens a l'Àfrica, específicament en les àrees de mortalitat infantil, treball infantil i l'educació.
La conferència tingué lloc a Ginebra entre el 22 i 25 del mes de juny de 1931. És considerada un gir radical en les actituds occidentals cap a la infantesa a Àfrica: "aquesta conferència reconstruí les imatges de la infantesa a l'Àfrica entre missioners, humanitaris pel benestar dels nens i científics socials". Hi participaren soles cinc africans, cosa inusual en l'època. Un d'aquests africans era Jomo Kenyatta de l'Associació Central Kikuyu. Altres foren Gladys Casely-Hayford, professora, escriptora i filla del polític de Ghana J. E. Casely Hayford i l'educador nigerià Henry Carr. L'activista negre dels Estats Units James W. Ford de la Lliga Contra l'Imperialisme donà un discurs criticant la conferència perquè merament donava suport a l'ordre colonial.
La secretària de la conferència va ser l'escriptora Evelyn Sharp, qui va escriure un llibre al respecte amb el títol The African Child. Altra contribuïdora fou la missionera, Dora Earthy.